# Neil Campbell
Neil Allison Campbell (17 tháng 4 năm 1946 – 21 tháng 10 năm 2004) là nhà khoa học người Mỹ, được biết đến nhiều nhất với vai trò chủ biên cuốn giáo khoa Sinh học. Cuốn sách được xuất bản lần đầu tiên năm 1987, đến nay đã là ấn bản thứ 11 (ISBN 978-0134093413, xuất bản ngày 19 tháng 10 năm 2016 bởi biên tập viên Lisa A. Urry, et al.). Đây là một tựa sách phổ biến trên toàn thế giới, được hơn 500.000 học sinh/sinh viên trung học và đại học tham khảo.
Campbell có bằng thạc sĩ động vật học từ Viện Đại học California, Los Angeles và bằng tiến sĩ thực vật học từ Viện Đại học California, Riverside. Ông có thâm niên giảng dạy hơn 30 năm cho các lớp đại học tại Viện Đại học Cornell, Trường Đại học Pomona, Viện Đại học California, Riverside và Trường Đại học San Bernardino Valley.
Sinh thời, Campbell nhận được nhiều giải thưởng, trong đó có: Giải Học viên Xuất sắc ở Viện Đại học California, Riverside năm 2001 và Giải Giáo sư Xuất chúng ở Trường Đại học San Bernardino Valley năm 1986.
Campbell còn là một nhà nghiên cứu về thực vật sa mạc và duyên hải. Ông nghiên cứu về việc các loài thực vật sẽ thích nghi như thế nào trong những môi trường có độ mặn, nhiệt độ và pH khác biệt. Ngoài ra, ông cũng thực hiện các nghiên cứu trên Mimosa (chi Trinh nữ) và những cây họ đậu khác.
Năm 1995, ông đồng sáng lập công ty Peregrine Publishers, nhà phát hành của ba trang web: Biology Place, The Chemistry Place và The Psychology Place. Peregrine được Pearson Education, một công ty con của Pearson, mua lại.
Campbell mất ngày 21 tháng 10 năm 2004 vì cơn suy tim, trong khi bản thảo của ấn bản toàn cầu thứ bảy cuốn Sinh học mới vừa hoàn thành. Ấn bản này sau đó được phát hành vào tháng 12 cùng năm. Giải thưởng Tài trợ Nghiên cứu Neil Allison Campbell được vợ ông (Rochelle Campbell) lập ra tại Viện Đại học California, Riverside để tôn vinh những cống hiến của tiến sĩ.

## Tác phẩm nổi bật
- Sinh học (xuất bản lần đầu năm 1987; được dịch sang 17 ngôn ngữ, trong đó có tiếng Việt; bán được hơn 7 triệu bản)
- Essential Biology
- Biology: Concepts and Connections

## Sinh học
Sau 9 năm soạn thảo, ấn bản đầu tiên của cuốn Sinh học được phát hành năm 1987. Đến năm 2004, cuốn sách đã qua 7 lần tái bản và bán được hơn 5 triệu bản, được sinh viên Mỹ tham khảo rộng rãi.
Nhìn chung, cuốn sách chứa đựng tổng quát nhiều kiến thức thuộc những lĩnh vực chính của sinh học như tiến hóa, di truyền học, hóa sinh, sinh lý học thực vật và động vật, sinh thái học và những nền tảng sinh học của hành vi con người. Với mục tiêu đưa khoa học gần gũi hơn với công chúng, cuốn sách còn thuật lại một số buổi phỏng vấn với những nhà sinh học nổi tiếng như David Suzuki, John Maynard Smith, Stephen Jay Gould, Richard Dawkins và Patricia Churchland.